# Баумане, Луция Албертовна
Луция Албертовна Баумане (встречается вариант написания имени Люция Баумане, латыш. Lūcija Baumane; 28 октября 1905 — 22 июня 1988) — советская и латвийская актриса, режиссёр, педагог. Народная артистка Латвийской ССР (1970).

## Биография
Луция Баумане родилась 28 октября 1905 года в поместье Лаукжеме Ковенской губернии, в семье кузнеца Алберта Бауманиса. После возвращения в Латвию родители арендовали участок земли в Вецпилской волости Лиепайского уезда. В начале Первой мировой войны семья эвакуировалась в Дрейлинскую волость под Ригой.
Училась в Рижской школе для беженцев (1914—1917), в Лиепайской средней школе, в драматической студии Лиепайского Народного университета (1924).
С 1926 года жила в Риге. Работала разносчиком книг и конторским клерком в издательстве «Grāmatu draugs» (1926—1930). Без отрыва от работы посещала занятия драматической студии.
Актриса Рабочего театра (1926—1934). После закрытия театра некоторое время выступала в Рижском малом театре (1935—1937) и Передвижном театре (1940—1941).
В годы Второй мировой войны жила и работала в сельской местности, в небольшом посёлке Калнгале на берегу Рижского залива.
С 1945 года актриса Государственного театра юного зрителя Латвийской ССР. Первое время играла роли в амплуа травести (Ваня Солнцев в пьесе «Сын Полка» по повести Валентина Катаева и Саша Бутузов в пьесе Сергея Михалкова «Я хочу домой»), затем остро-характерной актрисы (Королева Тартальона в пьесе Карло Гоцци «Зелёная птичка» и Снежная Мать в пьесе Райниса «Золотой конь»).
За долгие годы работы в театре стала ведущей актрисой, режиссёром и педагогом. Преподавала студентам театрального факультета Латвийской государственной консерватории им. Я. Витола (две студии Театра юного зрителя, 1971—1975 и 1981—1985) .
Снималась в фильмах режиссёров Рижской киностудии. Творчеству Луции Баумане посвящены две работы латвийских документалистов в киножурнале «Padomju Latvija».
Бала замужем за актёром Луйсом Шмитом.
Ушла из жизни 22 июня 1988 года, похоронена на рижском Лесном кладбище.

## Признание и награды
- 1949 — Заслуженная артистка Латвийской ССР
- 1970 — Народная артистка Латвийской ССР

## Творчество

### Роли в театре

#### Рижский Рабочий театр
- 1927 — «Зелёный попугай» Артура Шницлера — Жоржета
- 1928 — «Смертельная игра» Я. Грота — Беата
- 1928 — «Квадратура круга» Валентина Катаева — Тоня
- 1929 — «1905» Андрея Упита — Анна
- 1931 — «Купальщица Сюзанна» Андрея Упита — Минна
- 1933 — «Победа Ешки Зиньгиса» Андрея Упита — Угунтиня

#### Рижский малый театр
- 1936 — «Грехи Трины» Рудольфа Блауманиса — Иоська

#### Передвижной театр
- 1941 — «Простая девушка» Василия Шкваркина — Оля

#### Государственный театр юного зрителя Латвийской ССР
- 1946 — «Сын полка» (латыш. "Pulka dēls") по повести Валентина Катаева — Ваня Солнцев
- 1948 — «Я хочу домой» (латыш. "Es gribu tikt mājās") Сергея Михалкова — Саша Бутузов
- 1954 — «Страница жизни» (латыш. "Dzīves lappuse") Виктора Розова — Елизавета Максимовна
- 1956 — «Золотой конь» (латыш. "Zelta zirgs") Райниса — Снежная Мать
- 1957 — «Поросль» (латыш. "Jaunaudze") Казиса Бинкиса — Учитель рисования
- 1957 — «В поисках радости» (латыш. "Prieku meklējot") Виктора Розова — Клавдия Савина
- 1958 — «Когда пылает сердце» (латыш. "Kad liesmo sirds") Яниса Анерауда — Анна
- 1959 — «Снежная королева» (латыш. "Sniega karaliene") Евгения Шварца — Бабушка
- 1965 — «Индулис и Ария» (латыш. "Indulis un Ārija") Райниса — Туше
- 1970 — «Зелёная птичка» (латыш. "Zaļais putniņš") Карло Гоцци — Королева Тартальона
- 1972 — «Играй, музыкант!» (латыш. "Spēlē, Spēlmani!") по произведениям Александра Чака — Королева насекомых
- 1978 — «Бастард» (латыш. "Bastards") Петериса Петерсона — Мать

## Фильмография
- 1963 — Генерал и маргаритки — танцовщица
- 1966 — Эдгар и Кристина — мать Кристины
- 1968 — Времена землемеров — Аннужа
- 1970 — Качели — Мирдза
- 1971 — В тени смерти — жена Далды
- 1973 — Прикосновение — эпизод
- 1973 — Ключи от города — Калниниене
- 1974 — Не бойся, не отдам! — бабушка Вайваров
- 1978 — Потому что я — Айвар Лидак — эпизод
- 1979 — Ночь без птиц — Кракштиене